# Paurocephala bicarinata
Paurocephala bicarinata är en insektsart som beskrevs av Franklin William Pettey 1924. Paurocephala bicarinata ingår i släktet Paurocephala och familjen rundbladloppor. Inga underarter finns listade i Catalogue of Life.